# 平島荘
平島荘（ひらしまのしょう）は、阿波国那賀郡にあった荘園。現徳島県阿南市那賀川町周辺に位置した。

## 歴史
平島荘は天龍寺領の荘園であり、旧那賀川町一帯を占める広大な荘園でもあった。
戦国時代、足利義維が阿波の細川氏の庇護を得て、平島荘古津に居住し、平島館を建てた。そのため、義維は平島公方と称された。
だが、義維の息子・足利義助の代になると、阿波の領主となった蜂須賀氏によって三千貫の領地を没収され、平島公方はわずか100石を領するのみとなった。